# Las Campas (Pravia)
Las Campas es una entidad singular de población, con la categoría histórica de casería, perteneciente al concejo de Pravia, en el Principado de Asturias (España). Se enmarca dentro de la parroquia de Corias.
Alberga una población de 14 habitantes (INE 2009) y está situada en la margen izquierda del valle del río Narcea, en una suave ladera a una altitud de 235 metros. Dista 8,2 km de la villa de Pravia, capital del concejo.
No existe vía de comunicación asfaltada que permita acceder a Las Campas desde el concejo de Pravia, siendo necesario hacerlo a través de la localidad salense de Cornellana.